# Gina Prince-Bythewood

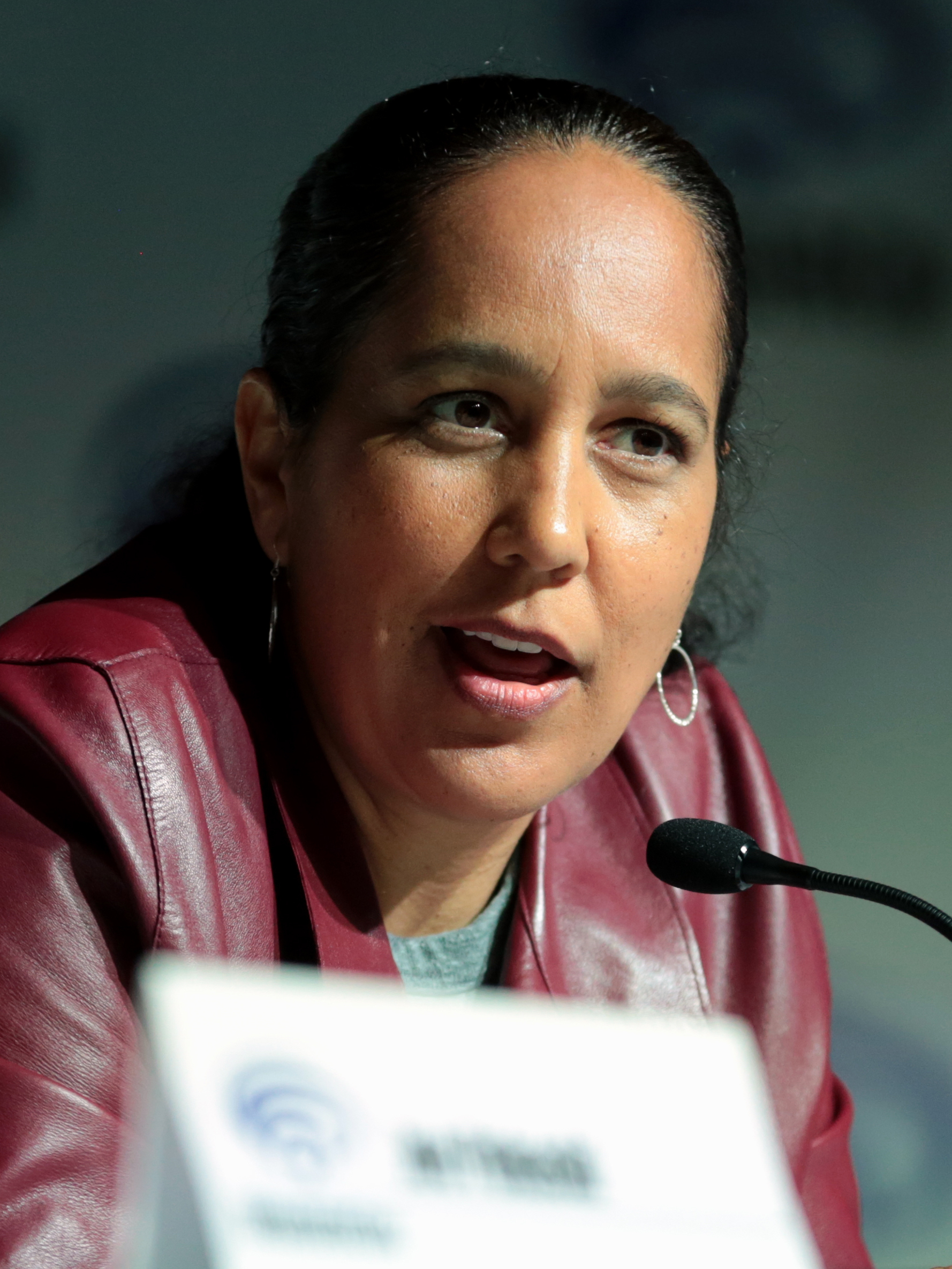
Gina Prince-Bythewood (2018)

Gina Maria Prince-Bythewood (* 10. Juni 1969 in Los Angeles) ist eine US-amerikanische Drehbuchautorin und Filmregisseurin.

## Leben
Gina Prince-Bythewood wurde 1969 in Los Angeles geboren. Sie wurde von Bob Prince, einem Programmierer, und Maria Prince, einer Krankenschwester, adoptiert, als sie 3 Wochen alt war. Ihr Adoptivvater ist weiß und ihre Adoptivmutter ist salvadorianischer und deutscher Abstammung.
Im Jahr 1987 absolvierte Prince-Bythewood die Pacific Grove High School und besuchte hiernach die Filmschule der UCLA, wo sie neben dem Gene Reynold’s Scholarship für Regie auch das Ray-Stark-Memorial-Stipendium für herausragende Studenten erhielt. Ihren Abschluss machte sie 1991.
Nach fünf Jahren Arbeit im Fernsehen als Autorin für Shows wie A Different World und South Central realisierte Prince-Bythewood mit Love & Basketball ihren ersten Film. In diesem griff sie auf eigene Lebenserfahrungen zurück. Sie spielte in der High School selbst Basketball und betrieb während ihres Filmstudiums Leichtathletik. Es folgten die Filme Eine Liebe in Brooklyn, Die Bienenhüterin und Beyond the Lights.
Ihr Fantasy-Action-Film The Old Guard, mit Charlize Theron, KiKi Layne, Matthias Schoenaerts, Marwan Kenzari, Luca Marinelli, Harry Melling und Chiwetel Ejiofor in den Hauptrollen, wurde im Juli 2020 in das Programm von Netflix aufgenommen. Ihr Film The Woman King, mit Thuso Mbedu und John Boyega in den Hauptrollen, feierte im September 2022 beim Toronto International Film Festival seine Premiere und kam im gleichen Monat in die US-Kinos.
2024 wurde Prince-Bythewood zum Mitglied der American Academy of Arts and Sciences gewählt.

## Privates
Im Jahr 1998 heiratete Prince-Bythewood den Filmregisseur und Autoren Reggie Rock Bythewood, den sie bei ihrer Arbeit für A Different World kennenlernte. Gemeinsam haben sie zwei Söhne und leben in Südkalifornien.
Um das Jahr 2014 herum suchte sie ihre leibliche Mutter auf, die ein Teenager war, als sie sie zur Adoption freigab.
Zusammen mit den Freunden Mara Brock Akil, Sara Finney Johnson und Felicia D. Henderson betreibt Prince-Bythewood die Stiftung The Four Sisters.

## Filmografie
- 1992–1993: College Fieber (A Different World, Fernsehserie, 4 Folgen, Drehbuch)
- 2000: Love & Basketball
- 2000: Eine Liebe in Brooklyn (Disappearing Acts)
- 2008: Die Bienenhüterin (The Secret Life of Bees)
- 2014: Beyond the Lights
- 2017: Before I Fall
- 2017: Shots Fired (Fernsehserie, Drehbuch)
- 2020: The Old Guard
- 2022: The Woman King

## Auszeichnungen
African-American Film Critics Association Award
- 2023: Auszeichnung für die Beste Regie (The Woman King)[14]

Black Reel Award
- 2001: Auszeichnung für die Beste Regie (Love & Basketball)
- 2001: Nominierung für die Beste Regie – Network/Cable (Eine Liebe in Brooklyn)
- 2001: Nominierung für das Beste Drehbuch (Love & Basketball)
- 2008: Auszeichnung für die Beste Regie (Die Bienenhüterin)
- 2008: Auszeichnung für das Beste Drehbuch (Die Bienenhüterin)
- 2015: Nominierung für die Beste Regie (Beyond the Lights)
- 2015: Nominierung für das Beste Drehbuch (Beyond the Lights)
- 2022: Nominierung in der Kategorie Outstanding Directing, TV Movie/Limited Series (Women of the Movement)[15][16]

British Academy Film Award
- 2023: Nominierung für die Beste Regie (The Woman King)

Critics’ Choice Movie Award
- 2023: Nominierung für die Beste Regie (The Woman King)[17]

Gotham Award
- 2022: Auszeichnung mit dem Filmmaker Tribute Award

Independent Spirit Award
- 2001: Auszeichnung für das Beste Drehbuchdebüt (Love & Basketball)
- 2001: Nominierung als Bester Debütfilm (Love & Basketball)

NAACP Image Award
- 2009: Auszeichnung für die Beste Filmregie (Die Bienenhüterin)
- 2009: Nominierung für das Beste Drehbuch – Film (Die Bienenhüterin)
- 2015: Nominierung für die Beste Filmregie (Beyond the Lights)
- 2018: Auszeichnung für das Beste Drehbuch – Drama Series (Shots Fired, Pilotfolge)
- 2018: Nominierung für die Beste Regie – Drama Series (Shots Fired, Pilotfolge)
- 2021: Auszeichnung für die Beste Filmregie (The Old Guard)[18][19]
- 2023: Nominierung für die Beste Regie (The Woman King)[20]

Saturn Award
- 2021: Nominierung für die Beste Regie (The Old Guard)